# Stępień, West Pomeranian Voivodeship
Stępień [ˈstɛmpjɛɲ] là một ngôi làng thuộc khu hành chính của Gmina Biały Bór, thuộc hạt Szczecinek, West Pomeranian Voivodeship, ở phía tây bắc Ba Lan. Nó nằm khoảng 10 kilômét (6 mi) phía tây nam Biały Bór, 13 km (8 mi) về phía đông bắc của Szczecinek và 152 km (94 mi) về phía đông của thủ đô khu vực Szczecin.
Trước năm 1945, khu vực này là một phần của Đức. Đối với lịch sử của khu vực, trước đó  Pomerania.
Ngôi làng Pomerania có dân số 340 người.Nhưng hiện tại chỉ còn có vài trăm người đang sinh sống ở đây